# Silver Flint
Pour les articles homonymes, voir Flint.
Frank Sylvester Flint, connu sous le nom de Silver Flint, est un receveur de baseball né le 3 août 1855 à Philadelphie en Pennsylvanie et mort le 14 janvier 1892 à Chicago en Illinois, aux États-Unis.

## Biographie
Après avoir joué pour les Red Stockings de Saint-Louis de la National Association en 1875 et les Blues d'Indianapolis de la Ligue nationale en 1878, il évolue au sein des White Stockings de Chicago de 1879 à 1889.
Avec son coéquipier Larry Corcoran, un lanceur, Silver Flint inventa en 1880 la première méthode de signaux entre un receveur et un lanceur. Flint demanda à Corcoran de déplacer sa portion de tabac à mâcher d'un côté à l'autre de sa bouche pour que celui-ci indique qu'une balle rapide ou une balle courbe allait être son prochain tir.
En 13 saisons de ligues majeures, Flint maintient une moyenne au bâton de ,236 en 760 matchs joués, avec 687 coups sûrs, 21 circuits et 295 points produits. Il ne frappe que 3 coups sûrs en 14 présences au bâton dans les World's Championship Series (ancêtre des Séries mondiales modernes) de 1885 contre les Browns de Saint-Louis, qui se terminent sur une égalité controversée de 3 victoires de chaque côté et un match nul, dans une finale où un match fut accordé à Chicago par forfait. Il ne frappe aucun coup sûr dans la finale 1886, gagnée 4 matchs à deux par les Browns sur les White Stockings. 
Flint connaît l'une de ses meilleures saisons à l'attaque en 1882 avec une moyenne au bâton de ,310 en 80 parties jouées.
En 1879, sa première année avec les White Stockings, il est joueur-manager, partageant les fonctions de gérant de l'équipe avec Cap Anson. Sous les ordres d'Anson, Chicago gagne 41 matchs sur 62, alors qu'avec Flint à la barre, ils en perdent 12 sur 17.
Flint devait son surnom, « silver » (ou « argenté », en français) à la couleur de ses cheveux. Au moment de sa mort, selon le New York Times, Flint avait joué plus de matchs de baseball professionnel derrière le marbre que tout autre receveur jusque-là. 
Flint était marié à Eva De La Motta, ex-épouse de l'acteur de minstrel show Lew Benedict, mais celle-ci demanda en 1890 un divorce du joueur de baseball, qu'elle accusait de cruauté et de manque de soutien financier. Flint meurt de consomption le 14 janvier 1892 à Chicago, à l'âge de 36 ans.